# Скарбниця

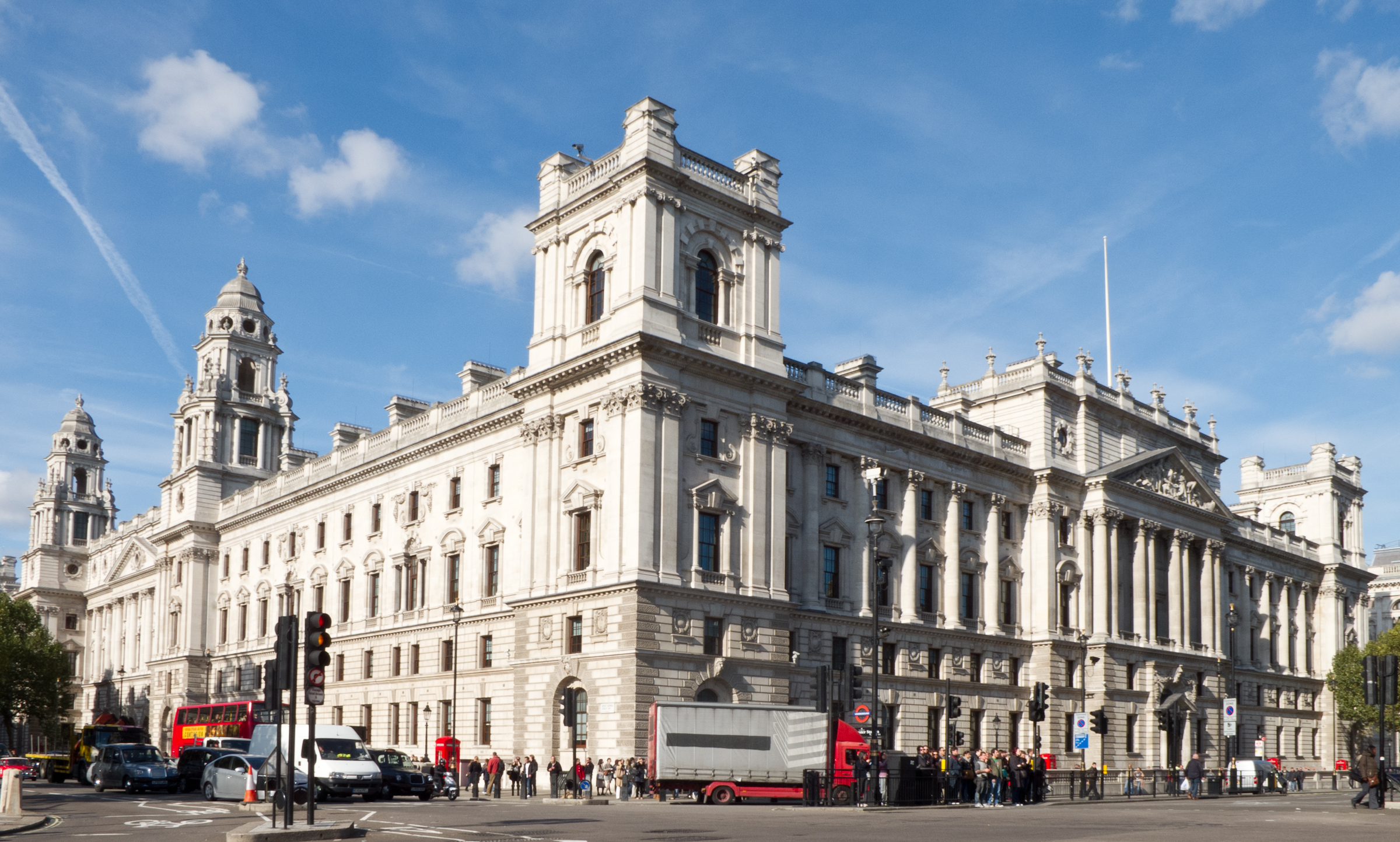
Королівська Скарбниця (Лондон, Велика Британія).

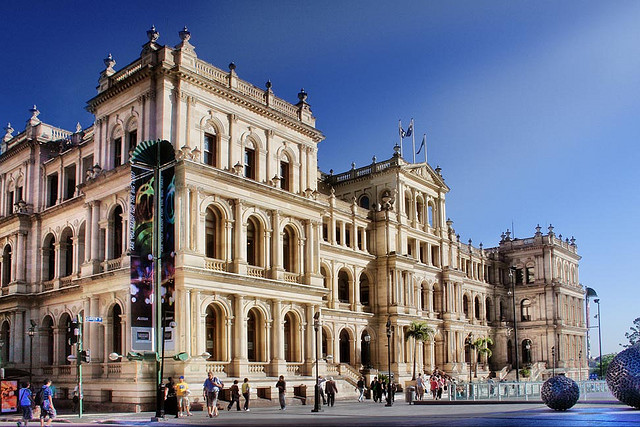
Скарбницький дім (Брисбен, Австралія).

Полкова скарбниця (Прилуки, Україна).

Скарбни́ця — урядова установа, яка володіє державними коштами, державним майном. Державна скарбниця інколи називається казно́ю (з половецької: kazna «скарбниця»). Також — місце або приміщення для зберігання скарбів, коштовностей, грошей; переносно — власне скарби, кошти, гроші.У широкому значенні: місце зосередження яких-небудь цінностей — природних, культурних, духовних тощо. Особа, відповідальна за ведення скарбниці, називається скарбник.

## Урядова установа
- Скарбниця як урядова установа відає державними коштами, фінансами, власністю[4]; кошти, гроші[4] бюджету та інше державне майно, нерозподілене між державними підприємствами та установами, що належить державі або адміністративно-територіальному утворенню на праві власності; каса, фіск, казна[4]; місце (часто це приміщення споруди) для зберігання скарбів[4].
- Державна скарбниця України — структурна одиниця Національного банку України.
- Королівська Скарбниця — департамент уряду Великої Британії.
- Скарбниця — адміністративна установа Запорозької Січі, яка відала коштами; місце будування човнів, зброї та іншого на Запорозькій Січі[4].